# Memorial Dr. António Agostinho Neto
O  Memorial Dr. António Agostinho Neto (MAAN), também conhecido como o Foguetão, é um monumento construído na capital Luanda em homenagem a António Agostinho Neto, médico, escritor e político angolano, principal figura do país no século XX.

## História
Após o falecimento de Agostinho Neto, ocorrido a 10 de Setembro de 1979, na antiga União das Repúblicas Socialistas Soviéticas, o Governo angolano, encomendou à antiga URSS, o projeto para a construção de um Mausoléu para acolher os restos mortais do Presidente. O lançamento da primeira pedra ocorreu a 17 de Setembro de 1982, pelo então Presidente da República, José Eduardo dos Santos. Em 1998, o projecto foi reformulado, e as obras foram retornadas em janeiro de 2005, tendo sido concluídas em Janeiro de 2011. No dia 17 de Setembro do ano seguinte, José Eduardo dos Santos inaugura o Memorial Dr. António Agostinho Neto.
Com uma área de 18 hectares, tem um bloco central que comporta o sarcófago, onde repousam os restos mortais de Agostinho Neto, museu, galeria de exposições, salas multiuso, administração, biblioteca/videoteca, biblioteca multimédia, centro de documentação, lojas e hall das autoridades, adjacente à tribuna presidencial exterior.
A estrutura do Memorial foi inspirada no poema de Agostinho Neto "O caminho das estrelas".

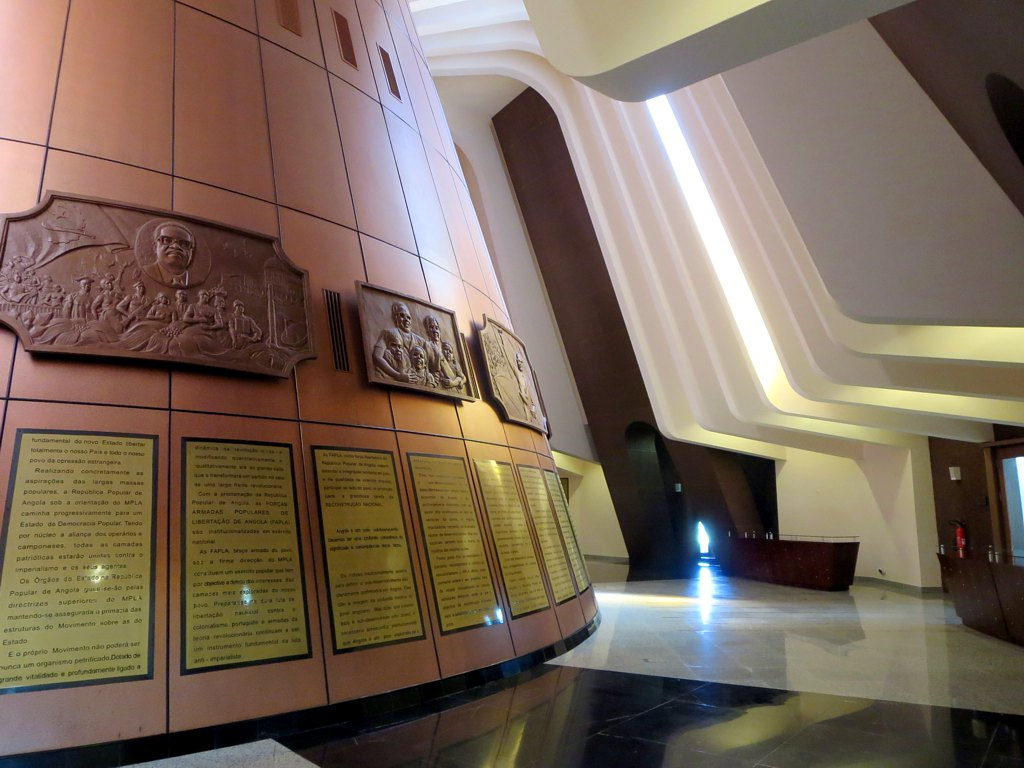
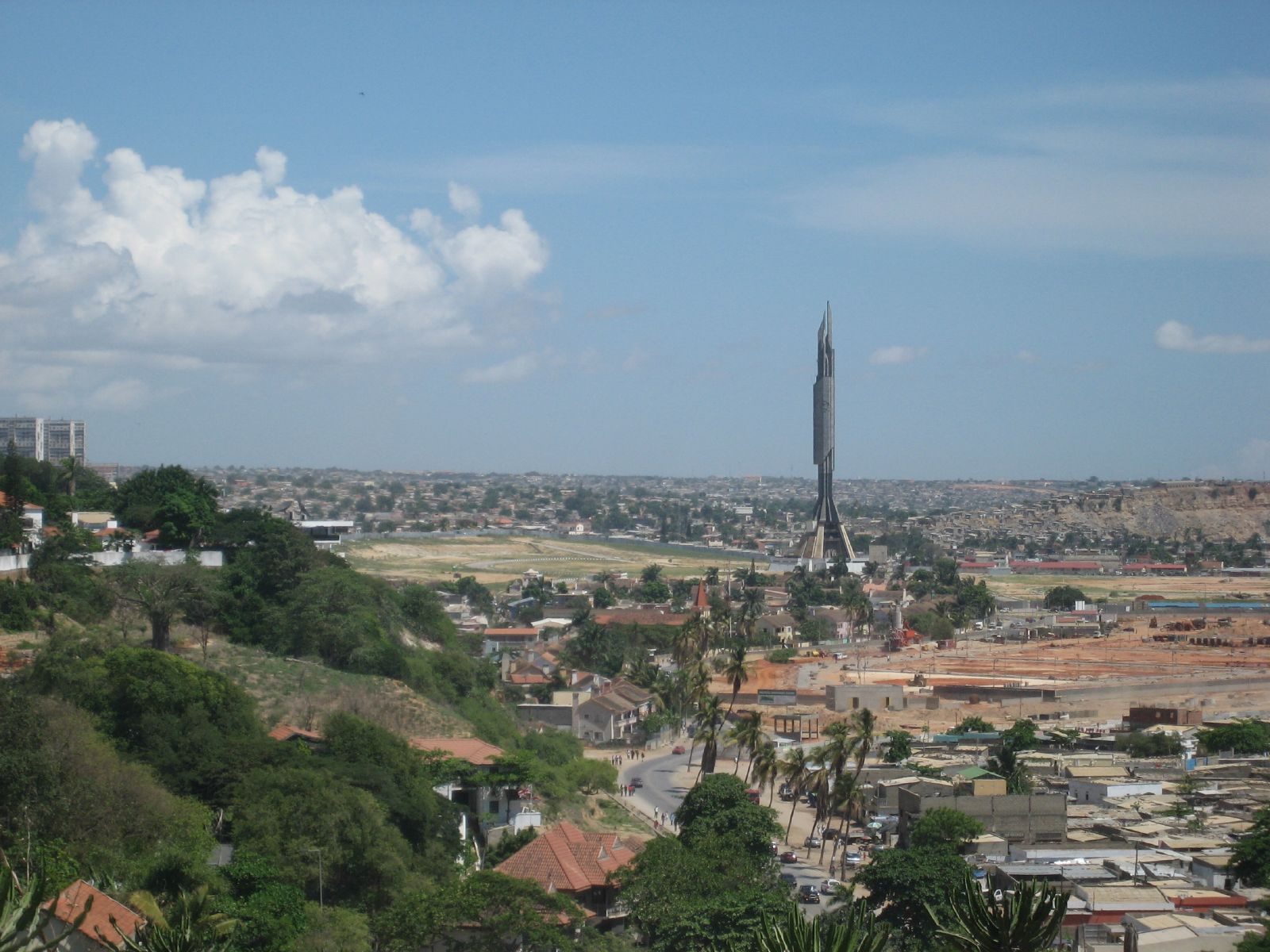